# Ligne de tramway 370/2
Pour les articles homonymes, voir Ligne 370.
Ne doit pas être confondu avec Ligne de tramway 370/1.
La ligne 370/2 est une ancienne ligne de tramway du Groupe de Tournai de la Société nationale des chemins de fer vicinaux (SNCV) qui a fonctionné entre le 27 août 1927 et le 30 août 1956.

## Histoire
27 août 1927 : mise en service en traction vapeur entre la gare de Grammont et Everbecq (nouvelle section, capital 183) ; exploitation par la SNCV.
6 octobre 1929 : prolongement d'Everbecq à la gare de Flobecq, nouvelle section entre Everbecq et Flobecq Rue Georges Jouret (capital 183) et section Flobecq Rue Georges Jouret - Gare commune avec la ligne 403 Ath - Flobecq (capital 95).
Le 30 décembre 1948 la ligne est intégrée au réseau de Tournai.
30 août 1956 : suppression, remplacement par une ligne d'autobus n°11.

## Vestiges
- Dépôts et stations : Flobecq.

## Infrastructure

### Dépôts et stations
Flobecq (gare).

## Exploitation

### Horaires
Tableaux :
- 370/2 en 1931, numéro de tableau partagé avec la ligne 370/1[2] ;
- 664 en 1950[3].